# بژنگتسا ستارا
بژنگتسا ستارا (به لهستانی:  Bzinica Stara) یک روستا در لهستان است که در گمینا دوبروجنگ واقع شده‌است.